# Pascal Godefroit
Pascal Godefroit (*  6. April 1967 in Le Rœulx) ist ein belgischer Wirbeltierpaläontologe.

## Leben
Godefroit machte seinen Schulabschluss am Collège Saint-Vincent in Soignies. Anschließend schrieb er sich an der Université catholique de Louvain (UCL) ein, wo er zunächst die Licence (Äquivalent zum Bachelor) in Zoologie erwarb und 1994 mit der Dissertation Les reptiles marins du jurassique inférieur en Lorraine Belgo-Luxembourgeoise über Meeresreptilien aus dem Jura in Belgien zum Doktor der Naturwissenschaften in Geologie und Mineralogie promoviert wurde. Seit April 1990 ist er operativer Leiter der Abteilung „Erde und Geschichte des Lebens“ am Institut royal des sciences naturelles de Belgique und wissenschaftlicher Kurator der Dinosauriergalerie des Museum für Naturwissenschaften in Brüssel. 
Im März 2015 wurde er zum Mitglied in der wissenschaftlichen Klasse der Académie royale des Sciences, des Lettres et des Beaux-Arts de Belgique gewählt.
Godefroits Forschungsschwerpunkte sind die Evolution des Fluges und die Bildung von Federn bei mesozoischen Dinosauriern und Vögeln, die Biodiversität, die Phylogenese, die Evolution, die Paläogeographie und Paläoökologie von Dinosauriern und marinen Reptilien in Asien und Europa sowie die Fossilisation von Dinosaurierfundstätten in Europa und Asien. 
1995 erhielt Godefroit erstmals die Gelegenheit, bei einem Grabungsprojekt in einer Dinosaurierfundstätte in China mitzuwirken. Seine Forschungsarbeit führte in der Folgezeit zur Entdeckung von über zwanzig neuen Arten, darunter Aurornis xui, ein Vertreter der Paraves, der 2013 beschrieben wurde.
Godefroit gilt als Entdecker des zweibeinigen pflanzenfressenden Dinosauriers Kulindadromeus zabaikalicus in Transbaikalien im Südosten von Sibirien aus der Jurazeit, der 2014 erstbeschrieben wurde. Abdrücke von faserigen Strukturen, welche bei den untersuchten Individuen festgestellt wurden, sind als primitive Federn interpretiert worden. Dieser Fund ist insofern bemerkenswert, da es sich um einen der ersten gefiederten Vogelbeckensaurier handelt.
2012 veröffentlichte Godefroit das Buch Bernissart Dinosaurs and early Cretaceous terrestrial ecosystems über die Fossillagerstätte Bernissart, eine der bedeutendsten Iguanodon-Fundstellen Europas.
2016 wirkte Godefroit in der Folge Le mystère des dragons à plumes (deutsch: Das Geheimnis der gefiederten Drachen) der dreiteiligen  Dokumentationsreihe Les Mondes Perdus (deutsch: Verborgene Welten) mit.

## Erstbeschreibungen von Pascal Godefroit
- Pinacosaurus mephistocephalus Godefroit, Pereda-Suberbiola, Li & Dong, 1999
- Charonosaurus jiayinensis Godefroit, Zan & Jin, 2000
- Protoceratops hellenikorhinus Lambert, Godefroit, Li, Shang & Dong, 2001
- Olorotitan arharensis Godefroit, Bolotsky & Alifanov, 2003
- Sahaliyania elunchunorum Godefroit, Hai, Yu & Lauters, 2008
- Velociraptor osmolskae Godefroit, Currie, Li, Shang & Dong, 2008
- Wulagasaurus dongi Godefroit, Hai, Yu & Lauters, 2008
- Helioceratops brachygnathus Jin, Chen, Zan & Godefroit, 2009
- Bolong yixianensis Wu, Godefroit & Hu, 2010
- Paludititan nalatzensis Csiki, Codrea, Jipa-Murzea & Godefroit, 2010
- Koreanosaurus boseongensis Huh, Lee, Kim, Lim & Godefroit, 2011
- Batyrosaurus rozhdestvenskyi Godefroit, Escuillié, Bolotsky & Lauters, 2012
- Hexing qingyi Jin, Chen & Godefroit, 2012
- Kundurosaurus nagornyi Godefroit, Bolotsky & Lauters, 2012
- Eosinopteryx brevipenna Godefroit, Demuynck, Dyke, Hu, Escuillié & Claeys, 2013
- Aurornis xui Godefroit, Cau, Dong-Yu, Escuillié, Wenhao & Dyke, 2013
- Kulindadromeus zabaikalicus Godefroit, Sinitsa, Dhouailly, Bolotsky, Sizov, Mc Namara, Benton & Spagna, 2014
- Serikornis sungei Lefèvre, Cau, Cincotta, Dongyu, Chinsamy, Escuillié & Godefroit, 2017
- Halszkaraptor escuilliei Cau, Beyrand, Voeten, Fernandez, Tafforeau, Stein, Barsbold, Tsogtbaatar, Currie & Godefroit, 2017
- Mistralazhdarcho maggii Vullo, Garcia, Godefroit, Cincotta & Valentin, 2018
- Changmiania liaoningensis Yang, Wu, Dieudonne & Godefroit, 2020
- Garrigatitan meridionalis Díez Díaz, Garcia, Pereda Superbiola, Jentgen-Ceschino, Stein, Godefroit & Valentin, 2021

## Schriften (Auswahl)
- Les Reptiles marins du Toarcien (Jurassique inferieur) Belgo-Luxembourgeois, 1994
- Jurassic-Triassic Vertebrates: Volume dédié à Jean-Claude LePage & Georges Wouters, 1995
- Archosauriform teeth from the Upper Triassic of Saint-Nicolas-d-Port (northeastern France), 1997
- Sino-Belgian cooperation program, "Cretaceous dinosaurs and mammals from Inner Mongolia". Nr. 1: New Bactrosaurus (Dinosauria: Hadrosauroidea) material from Iren Dabasu (Inner Mongolia, PR China), 1998
- mit Vlad Codrea und David B. Weishampel: Osteology of Zamolxes shqiperorum (Dinosauria, Ornithopoda), based on new specimens from the Upper Cretaceous of Nălaţ (Romania), 2009
- Bernissart Dinosaurs and early Cretaceous terrestrial ecosystems, 2012
- A Jurassic avialan dinosaur from China resolves the early phylogenetic history of birds, 2013